# Tom Boon
Pour les articles homonymes, voir Boon.
Tom Boon (né le 25 janvier 1990 à Uccle) est un joueur belge de hockey sur gazon évoluant au poste d'attaquant. Selon la Fédération Internationale de hockey, Tom Boon se retrouve parmi le top 10 des meilleurs joueurs au monde.

## Famille
Tom Boon est le frère de Jill Boon, elle aussi hockeyeuse de haut niveau. Tom Boon est d'ailleurs né dans une famille marquée par le hockey, puisque sa mère, Karin Coudron, et deux de ses oncles ont également connu une carrière internationale.
Il est aussi le frère de Justine, joueuse de hockey, et de Julie.

## Club
Tom Boon a commencé sa carrière au Royal White Star HC et au Royal Uccle Sport THC et l'a poursuivie au Racing Bruxelles, club avec lequel il remporte à cinq reprises le championnat de Belgique de hockey en salle (de 2009 à 2013). En mai 2013, il s'engage avec le club néerlandais du HC Bloemendaal. Il revient au Racing Bruxelles en 2015 après deux ans passés aux Pays-Bas. En 2019, il quitte le Racing et il s'engage au Royal Léopold Club.

## Équipe nationale
Tom Boon est l'un des joueurs-clés de l'équipe nationale belge, dans laquelle il évolue depuis 2008. En 2009, il prend ainsi la 5e place du Championnat d'Europe. Deux ans plus tard, il décroche avec la Belgique la 4e place du Championnat d'Europe 2011, qualificative pour les Jeux Olympiques de Londres qui ont lieu en 2012. En décembre 2011, il remporte le Champions Challenge en Afrique du Sud: il termine également meilleur buteur de ce tournoi, inscrivant par ailleurs le but décisif contre l'Inde en finale. En 2012, il atteint la 5e place des Jeux Olympiques de Londres avec la Belgique, marquant à cinq reprises. En 2013, il remporte la médaille d'argent du Championnat d'Europe. En 2018, Tom remporte avec la Belgique, la Coupe du monde masculine de hockey sur gazon 2018.

## Palmarès
- Vainqueur aux Jeux olympiques d'été de 2020
- Vainqueur du Championnat d'Europe de hockey sur gazon 2019
- Vainqueur de la Coupe du monde de hockey sur gazon 2018